# 3 kobiety w różnym wieku
3 kobiety w różnym wieku – irański dramat z 2008 roku, w reżyserii Manijeh Hekmat.

## Obsada
- Niki Karimi... Minou
- Pegah Ahangarani... Pegah
- Babak Hamidian... Babak
- Reza Kianian... Rafi
- Maryam Boubani... babcia
- Atila Pesiani... Masrour
- Shahrokh Foroutanian... Amir
- Saber Abbar... Hamed
- Mehran Rajabi... Azizkhani

i inni